# روبن صفاریان
روبن صفاریان٬ نوازندهٔ ویلن، موسیقی‌دان و رهبر ارکستر ارمنی‌تبار اهل ایران بود.

## زندگی هنری
روبن صفاریان، نوازنده و هنرآموز ویلن و ویولا در هنرستان عالی موسیقی بود. در سال ۱۳۳۰ «روبیک گریگوریان» از رهبری ارکستر سمفونیک تهران کناره‌گیری و راهی ایالات متحدهٔ آمریکا شد. این اتفاق باعث شد تا ارکستر سمفونیک تهران برای مدتی برنامه‌ای برگزار نکند. پس از مدتی رهبری و سرپرستی ارکستر سمفونیک تهران به روبن صفاریان که خود از نوازندگان ارکستر سمفونیک بود واگذار شد. او یک سال ارکستر را هدایت کرد. در این مدت آثاری همچون: سمفونی شماره ۵ بتهوون، اپرای فاوست اثر شارل گونو، سوئیت ایرانی اثر روبیک گریگوریان اوورتور کوریولان اثر بتهوون، سمفونی ناتمام اثر فرانتس شوبرت، شبی بر فراز کوه سنگی اثر مودست موسورگسکی، «منوئت» اثر مرتضی حنانه و «دریاچه قو» اثر پیوتر ایلیچ چایکوفسکی را به همراه ارکستر سمفونیک تهران به اجرا گذاشت. وی ششمین رهبر ارکستر سمفونیک تهران از بدو تأسیس بود.

## شاگردان
از جمله شاگردان روبن صفاریان می‌توان به: محمد بیگلری‌پور، زاون یدیگاریانس، قاسم طالب‌زاده و جواد عامری اشاره نمود.